# سام دالبي
سام دالبي (بالإنجليزية: Sam Dalby)‏ هو لاعب كرة قدم بريطاني في مركز الهجوم، ولد في 17 يناير 2000 في ليتونستون ‏ في المملكة المتحدة. لعب مع نادي ليتون أورينت.

## وصلات خارجية
- سام دالبي على موقع قاعدة بيانات كرة القدم.إي يو (الإنجليزية)
- سام دالبي على موقع Soccerbase.com (لاعب) (الإنجليزية)